# Friedrich G. Beckhaus
Friedrich Georg Beckhaus (* 11. Dezember 1927 in Berlin) ist ein ehemaliger deutscher Schauspieler und Synchronsprecher sowie Hörspielsprecher.

## Leben
Nach Schauspielunterricht bei Gustaf Gründgens in Düsseldorf erhielt Beckhaus Theaterengagements in Hamburg und Berlin. Dem folgten zahlreiche Auftritte in Film und Fernsehen, unter anderem spielte Beckhaus 1965 Karl May in Freispruch für Old Shatterhand. Außerdem war er in Und Jimmy ging zum Regenbogen, Der Stoff aus dem die Träume sind, Jeder stirbt für sich allein und Notarztwagen 7 zu sehen. Beckhaus hat in sechs Stahlnetz-Folgen mitgespielt: Spur 211, In jeder Stadt, In der Nacht zum Dienstag, Das zwölfte Messer, Das Haus an der Stör und Der fünfte Mann.
Besondere Popularität erlangte Beckhaus aber durch seine Rolle als Atan Shubashi in der Science-Fiction-Kultserie Raumpatrouille – Die phantastischen Abenteuer des Raumschiffes Orion (1966) an der Seite von Dietmar Schönherr, Eva Pflug, Claus Holm, Wolfgang Völz und Ursula Lillig. In Wolfgang Schleifs Fernsehfünfteiler Bürgerkrieg in Rußland spielte er 1967 den russischen Revolutionär Leo Trotzki. In Gnade für Timothy Evans verkörperte Beckhaus 1969 den Serienmörder  John Christie.
Darüber hinaus war Beckhaus seit 1967 mit über 2500 Einsätzen in der Fernsehserien- und Filmsynchronisation tätig, unter anderem als Stimme von Hector Elizondo (Pretty Woman), Peter Boyle (Alle lieben Raymond), Andrew Robinson (Star Trek: Deep Space Nine), Patrick Stewart (Der kleine Lord), Robert Duvall (Tage des Donners), Ken Jenkins (Scrubs – Die Anfänger) oder dem Candy-Shop-Besitzer aus der Serie Jimmy Neutron. Außerdem synchronisierte er den Roboter Grag in der Zeichentrickserie Captain Future – immer im Streitgespräch mit dem Androiden Otto (gesprochen von Orion-Kollege Wolfgang Völz). Als Synchronschauspieler nahm Beckhaus eine sehr bedeutende Rolle 1974 in John Carpenters Dark Star – Finsterer Stern als Bombe Nummer 20 wahr. Jüngere Zuhörer dürften seine Stimme aus den Hörspielen Benjamin Blümchen und Bibi Blocksberg in der Rolle des Baron von Zwiebelschreck kennen. In der RTL-II-Synchronisation der 1980er-Jahre Kultserie Miami Vice lieh er seine Stimme Lt. Castillo, dargestellt von Edward James Olmos.
Im Mai 2019 wurde Beckhaus mit dem Deutschen Preis für Synchron für sein Lebenswerk ausgezeichnet.
Anfang November 2023 begab sich Beckhaus im Alter von 95 Jahren als Synchronsprecher in den Ruhestand.

## Filmografie (Auswahl)
- 1958: Stahlnetz: Das zwölfte Messer
- 1962: Das Rätsel der roten Orchidee
- 1962: Das Gasthaus an der Themse
- 1962: Stahlnetz: In jeder Stadt …
- 1962: Stahlnetz: Spur 211
- 1963: Hafenpolizei – Der chinesische Koch
- 1963: Stahlnetz: Das Haus an der Stör
- 1964: Der Fall Jakubowski – Rekonstruktion eines Justizirrtums
- 1965: Freispruch für Old Shatterhand
- 1965: Geld, Geld, Geld – 2 Milliarden gegen die Bank von England (Fernsehfilm)
- 1965: Klaus Fuchs – Geschichte eines Atomverrats (Fernsehfilm)
- 1965: Gewagtes Spiel – Wer ist Jan Karp?
- 1966: Raumpatrouille
- 1966: Das Millionending (Fernseh-Zweiteiler)
- 1966: Um null Uhr schnappt die Falle zu
- 1966: Stahlnetz: Der fünfte Mann
- 1967: Polizeifunk ruft – Der Blumenstrauß
- 1967: Tragödie in einer Wohnwagenstadt (Fernsehfilm)
- 1967: Das Kriminalmuseum: Die rote Maske
- 1967: Der Röhm-Putsch
- 1967: Landarzt Dr. Brock (Fernsehserie)
- 1967: Das Kriminalmuseum: Die Briefmarke
- 1967: Liebesnächte in der Taiga
- 1967: Bürgerkrieg in Rußland (Fernseh-Fünfteiler)
- 1968: Das Kriminalmuseum: Der Scheck
- 1969: Finke & Co.
- 1969: Der Fall Liebknecht-Luxemburg
- 1969: Gnade für Timothy Evans (Fernsehfilm)
- 1970: Polizeifunk ruft – Mit 100 Karat durch die Wand
- 1970: Auftrag Mord (Fernsehfilm)
- 1970: Peenemünde
- 1971: Hamburg Transit – Basler Täubchen
- 1971: Chopin-Express
- 1971: Das Freudenhaus
- 1971: Liebe ist nur ein Wort
- 1971: Und Jimmy ging zum Regenbogen
- 1971: Das Ding an sich und wie man es dreht
- 1971: Die Tote aus der Themse
- 1971: Der Fall Eleni Voulgari
- 1971: Der Kommissar: Die Anhalterin
- 1971: Percy Stuart: Die Weltregierung
- 1972: Auf Befehl erschossen (Fernsehfilm)
- 1972: Ein Toter stoppt den 8 Uhr 10 (Fernsehfilm)
- 1972: Der Stoff aus dem die Träume sind
- 1972: Mit dem Strom
- 1972: Die rote Kapelle (Fernsehmehrteiler)
- 1972: Der Illegale (Fernsehdreiteiler)
- 1973: Steig ein und stirb
- 1974: Derrick: Waldweg
- 1974: Okay S.I.R. – Einen für den anderen
- 1974: Der kleine Doktor (Fernsehserie, Folge: Der verschwundene Admiral)
- 1975: Abenteuerlicher Simplicissimus
- 1975: Tatort: Tod im U-Bahnschacht
- 1976: Jeder stirbt für sich allein
- 1976: Unter einem Dach (Fernsehserie): Wanzen
- 1976: Freiwillige Feuerwehr (Fernsehserie)
- 1976: Notarztwagen 7
- 1977: Der Alte: Zwei Mörder
- 1978: Derrick: Abitur
- 1978: Kommissariat 9: Die Edlen der Heilkunst
- 1979: Tatort: Ein Schuß zuviel
- 1980: Die unsterblichen Methoden des Franz Josef Wanninger: Wer zuletzt lacht, lacht am besten
- 1980: Derrick: Ein tödlicher Preis
- 1980: Tatort: Kein Kinderspiel
- 1981: Der Mann im Pyjama
- 1983: Ediths Tagebuch
- 1983: Die Krimistunde (Fernsehserie, Folge Ein Toter meldet sich zu Wort)
- 1984: Didi – Der Doppelgänger
- 1984: Die Wannseekonferenz
- 1985: Der Tod aus dem Computer
- 1985: Die Schwarzwaldklinik – Die Entführung
- 1986: Tatort: Einer sah den Mörder
- 1986: Derrick: Naujocks trauriges Ende
- 1988: Liebling Kreuzberg
- 1988: Ein Schweizer namens Nötzli
- 1995: Wolffs Revier
- 2003: Raumpatrouille Orion – Rücksturz ins Kino

## Hörspiele
- 1991/2001–2021: Benjamin Blümchen (Folgen 66, 93–147, als Baron von Zwiebelschreck)
- 1996: Bibi Blocksberg: Das Wettfliegen (Folge 65, als Baron von Zwiebelschreck)
- Captain Future, Rolle des Roboters Grag

## Synchronrollen (Auswahl)
für Ed Lauter
- 1974: Spuren im Sand als Crees
- 1986: Der City Hai als Baker

für Donald Pleasence
- 1982: Der letzte Detektiv als George Dettler
- 1987: Die Fürsten der Dunkelheit als Pater Loomis

für Josef Sommer
- 1993: Malice – Eine Intrige als Anwalt Lester Adams
- 2006: The Elephant King als Bill Hunt

für Carl Reiner
- 2002: Ocean’s Eleven als Saul Bloom
- 2004: Ocean’s 12 als Saul Bloom
- 2007: Ocean’s 13 als Saul Bloom / Kensington Chubb

für Cliff Robertson
- 2002: Spider-Man als Onkel Ben Parker
- 2004: Spider-Man 2 als Onkel Ben Parker
- 2007: Spider-Man 3 als Onkel Ben Parker

für Klaus Kinski
- 1968: Todeskommando Panthersprung als SS Col. Hans Mueller
- 1981: Buddy Buddy als Dr. Hugo Zuckerbrot
- 1982: Die Schwarze Mamba als Jacques Müller (Jacmel)
- 1984: Diamant des Grauens als Donald McBride

für Harry Dean Stanton
- 1987: Slam Dance – Blondinen sterben früher als Det. Benjamin Smiley
- 1990: Wild at Heart – Die Geschichte von Sailor und Lula als Johnnie Farragut
- 1998: The Mighty – Gemeinsam sind sie stark als Grim
- 2017: Lucky als Lucky

für Ian Holm
- 1988: Eine andere Frau als Ken
- 1996: Nacht über Manhattan als Liam Casey
- 2000: Beautiful Joe als George, der Hai
- 2004: The Day After Tomorrow als Terry Rapson

für Hector Elizondo
- 1989: Leviathan als Cobb
- 1990: Pretty Woman als Hotelmanager
- 1991: Ketten aus Gold als Lieutenant Ortega
- 2011: Happy New Year als Kominsky

für Frank Orth
- 1991: Dr. Kildare: Sein erster Fall als Mike
- 1991: Dr. Kildare: Unter Verdacht als Mike
- 1991: Dr. Kildare: Verhängnisvolle Diagnose als Mike
- 1991: Dr. Kildare: Vor Gericht als Mike
- 1991: Dr. Kildare: Der Hochzeitstag als Mike

für Robert Duvall
- 1983: Comeback der Liebe als Mac Sledge
- 1990: Tage des Donners als Harry Hogge
- 1998: Zivilprozess als Jerome Facher
- 1998: Deep Impact als Capt. Spurgeon „Fish“ Tanner
- 2002: Assassination Tango als John J. Anderson
- 2003: Open Range – Weites Land als Boss Spearman
- 2003: Löwen aus zweiter Hand als Hub
- 2014: Der Richter – Recht oder Ehre als Joseph Palmer
- 2018: Widows – Tödliche Witwen als Tom Mulligan
- 2022: Hustle als Rex Merrick

### Filme
- 1973: Der Clou als Joe Erie (Jack Kehoe)
- 1977: Dr. Zyklop (1940) als Dr. Bulfinch (Charles Halton)
- 1995: Hideaway – Das Versteckspiel als Detective Breech (Kenneth Welsh)
- 1995: Halloween VI – Der Fluch des Michael Myers als Dr. Terence Wynn (Mitchell Ryan)
- 2004: In 80 Tagen um die Welt als Lord Rhodes (Roger Hammond)
- 2005: Brokeback Mountain als John Twist (Peter McRobbie)
- 2010: Rapunzel – Neu verföhnt als Stummel (Paul F. Tompkins)
- 2011: Hangover 2 als Mönch (Aroon Seeboonruang)
- 2013: Die Eiskönigin – Völlig unverfroren als Priester (Robert Pine)

### Serien
- 1980–1982: Captain Future als Grag (Ken’ichi Ogata)
- 1981–1984: Der Denver-Clan als Andrew Laird (Peter Mark Richman)
- 1984: Hart aber herzlich als Simon Richardson (William Daniels)
- 1985: Trio mit vier Fäusten als John McMasters (Lance Henriksen)
- 1985: Trio mit vier Fäusten als Chuck Davis (Bill Macy)
- 1987–1992: Remington Steele als Norman Keyes (James Tolkan)
- 1988: Shaft als Lt. Al Rossi (Eddie Barth)
- 1993–1999: Star Trek: Deep Space Nine als Elim Garak (Andrew Robinson)
- 2003–2010: Scrubs – Die Anfänger als Dr. Bob Kelso (Ken Jenkins)
- 2004–2005/2007–2008: Gilmore Girls als Hanlin Charleston (Dakin Matthews)
- 2005–aktuell: Inspector Barnaby in wiederkehrenden diversen Charakteren und Rollen
- 2019, 2022: Gentleman Jack als Jeremy Lister (Timothy West)